# شهرستان بردینسکی
شهرستان بردینسکی (به لاتین: Bredinsky District) یک شهرستان در روسیه است که در استان چلیابینسک واقع شده‌است.